# バスネット
バスネットは日本トリップ有限責任事業組合により運営されていた時刻表検索サイト。
なお、名称は「バスネット」であるが、実際には鉄道も検索可能である。
2006年に鳥取県東部での路線バス・鉄道利用の利便を図る目的で開設され、2007年12月17日に鳥取県全域へエリアを拡大した。
2023年9月30日にサービス終了となった。後継について鳥取県が主体となり新たなバス経路検索サービスが提供される予定となっている。

## 概要
鳥取大学工学部知能情報工学科計算機A研究室の菅原一孔教授が中心となって開発し、それを運営するために日本トリップ有限責任事業組合が設立された。
鳥取県内での路線バス・鉄道を対象に、時刻表および乗り換え経路の検索を行うことができる。また携帯電話向けにも運営されている。
開設以来参加事業者は徐々に増加しているが、まだすべての事業者を網羅してはいない。このため路線によっては未参加事業者のサイトと兼用する必要がある。
なお、システムの都合上、路線バスは兵庫県・島根県の各一部（ただし兵庫県内のみは不可）、鉄道は兵庫県・岡山県の一部が含まれている。
ただし、未参加事業者や未対応路線が存在する。

## 沿革
- 2006年4月 運用開始。当初は鳥取県東部（鳥取市・岩美町・若桜町・智頭町・八頭町）内の日本交通（日交バス）、日ノ丸自動車（日ノ丸バス）の路線バス及び西日本旅客鉄道（JR西日本）・智頭急行・若桜鉄道の快速列車・普通列車を対象としていた。
- 2006年4月21日 鳥取自動車（クローバーバス）、岩美町営バスが参加。
- 2006年7月 日本トリップ有限責任事業組合を設立。
- 2007年1月4日 智頭町民すぎっ子バスが参加。
- 2007年12月1日 鳥取県全域対応版の試験運用を開始。
- 2007年12月17日 鳥取県全域対応版の試験運用を終了し、正式に対象地域を鳥取県全域へ拡大。併せて特急列車も対象となった。
- 2008年12月28日 日南町営バスが参加。これにより、バスの検索可能地域が県内全市町村となった（ただし一部路線は未対応）。
- 2009年1月20日 ゆめぐりエクスプレスも対象となった。
- 2009年5月1日 大山るーぷバスが参加。
- 2009年7月27日 だんだんバス、どんぐりコロコロ、由良タクシー（北栄町乗り合いタクシー）、鳥取市気高循環バス、はまるーぷバス、日野町営バス、江府町営バスが参加。
- 2023年9月30日 サービス終了

## 参加事業者
2009年7月27日現在、下記の事業者が参加している。

### 路線バス
- 日本交通（日交バス）
  - 鳥取県東部各一般路線
  - 鳥取県中部・西部各一般路線
- 日ノ丸自動車（日ノ丸バス）
  - 鳥取県東部各一般路線
  - 鳥取県中部・西部各一般路線
    - なお、米子 - 松江線の吉佐 - 松江営業所（黒田町車庫）間は島根県にある。
- 鳥取自動車（クローバーバス）
- コミュニティバス
  - くる梨（事業用、日本交通・日ノ丸自動車に委託）
  - ループ麒麟獅子（事業用、日本交通・日ノ丸自動車に委託）
  - だんだんバス（事業用、日本交通・日ノ丸自動車に委託）
  - どんぐりコロコロ（事業用、日本交通に委託）
  - 大山るーぷバス（事業用、日本交通・日ノ丸自動車に委託）
  - 鳥取市気高循環バス（自家用、日本交通（タクシー部門）に委託）
  - 岩美町営バス（自家用、日本交通（タクシー部門）に委託）
  - 智頭町民すぎっ子バス（自家用、日ノ丸自動車に委託）
  - 琴浦町営バス（ことうらバス）（自家用、日ノ丸自動車に委託）
  - はまるーぷバス（自家用、大新東に委託）
  - 南部町ふれあいバス（自家用、日ノ丸自動車に委託）
    - なお、伐株線の須山は島根県にある。

  - 日南町営バス（自家用、大新東に委託）
  - 日野町営バス（自家用、日本交通（タクシー部門）に委託）
  - 江府町営バス（自家用、日本交通に委託）
- 空港リムジンバス
  - 鳥取駅 - 鳥取空港線（日ノ丸自動車）
  - 三朝温泉・倉吉駅 - 鳥取空港線（日ノ丸自動車）
  - 米子全日空ホテル・米子駅 - 米子空港線（日ノ丸自動車）
- 隠岐汽船接続バス
  - 米子駅 - 境港駅 - 七類港線（日ノ丸自動車）
    - なお、七類港は島根県にある。
- 特急・急行バス
  - ゆめぐりエクスプレス（日本交通）
    - 鳥取駅 - 湯村温泉（兵庫県）間の急行バスで、同一県内の利用は原則としてできないが、例外的に鳥取県内の鳥取駅 - 鳥取砂丘間の区間利用が認められている。

### 乗合タクシー
- 鳥取自動車（クローバーバス）
  - 若桜町内の若桜駅 - 諸鹿線のみ。
- 由良タクシー
  - 北栄町乗り合いタクシー

### 鉄道
- 西日本旅客鉄道（JR西日本）
  - 山陰本線（浜坂駅 - 居組駅 - 東浜駅 - 岩美駅 - 鳥取駅 - 倉吉駅 - 伯耆大山駅 - 米子駅間）
    - なお、浜坂駅 - 居組駅間は兵庫県にある。

  - 因美線（鳥取駅 - 郡家駅 - 智頭駅 - 那岐駅間）
  - 伯備線（新見駅 - 新郷駅 - 上石見駅 - 生山駅 - 根雨駅 - 伯耆大山駅 - 米子駅間）
    - なお、新見駅 - 新郷駅間は岡山県にある。

  - 境線（米子駅 - 米子空港駅 - 境港駅間）
- 智頭急行
  - 智頭線（大原駅 - あわくら温泉駅 - 山郷駅 - 智頭駅間）
    - なお、大原駅 - あわくら温泉駅間は岡山県にある。
- 若桜鉄道
  - 若桜線（郡家駅 - 若桜駅間）

特急列車
- スーパーはくと（大原駅 - 智頭駅 - 郡家駅 - 鳥取駅 - 倉吉駅間）
  - なお、大原駅は岡山県にある。
- スーパーいなば（大原駅 - 智頭駅 - 郡家駅 - 鳥取駅間）
  - なお、大原駅は岡山県にある。
- はまかぜ（浜坂駅 - 岩美駅 - 鳥取駅間）
  - なお、浜坂駅は兵庫県にある。
- スーパーまつかぜ・スーパーおき（鳥取駅 - 倉吉駅 - 伯耆大山駅 - 米子駅間）
  - 伯耆大山駅は一部列車のみ停車。
- やくも（新見駅 - 生山駅 - 根雨駅 - 伯耆大山駅 - 米子駅間）
  - 生山駅・根雨駅はどちらかに停車。伯耆大山駅は一部列車のみ停車。なお、新見駅は岡山県にある。

## バスネット端末設置場所
- 鳥取駅バスターミナル
- 生山駅

## 備考
本サイトを運営している日本トリップ有限責任事業組合は、以下の組合員で構成されている。
- ソンズ株式会社
- 鳥取大学工学部知能情報工学科計算機A研究室
- 日本交通株式会社
- 日ノ丸自動車株式会社
- アイコンヤマト株式会社
- 中央印刷株式会社

また、2009年7月27日現在、未参加事業者・未対応路線は下記の通りである。傾向として鳥取県中部・西部エリアに多数存在する。
- 奥出雲交通
  - 島根県から乗り入れる横田 - 鳥上 - 阿毘縁線のうち山口別れ - 阿毘縁車庫間が鳥取県にある。
- 有料送迎バス
  - 米子駅 - ウインズ米子（事業用、日本交通・日ノ丸自動車に委託）
- 無料送迎バス
  - 米子駅 - とっとり花回廊（事業用、日本交通（タクシー部門）に委託）
- コミュニティバス
  - 鳥取市福部循環バス（自家用、鳥取市社会福祉協議会に委託）
  - 大山町営巡回バス（自家用、日興タクシー・中山タクシーに委託）
  - 伯耆町型バス事業（自家用、日ノ丸自動車・溝口タクシーに委託）
- 空港リムジンバス
  - 松江駅 - 米子空港線（松江一畑交通・日ノ丸ハイヤー）
- 隠岐汽船接続バス
  - 松江駅 - 境港駅線（一畑バス）
- 乗合タクシー
  - 日ノ丸ハイヤー
    - 湖南小学校前 - 吉岡温泉 - 洞谷線（並行する日ノ丸自動車運行便は検索可能）

  - サービスタクシー
    - 因幡万葉歴史館 - 三代寺 - 広西線

  - いなばタクシー
    - 河原口 - 中井農協前 - 神馬線（並行する日ノ丸自動車運行便は検索可能）
    - 河原口 - 佐貫 - 小倉線（並行する日ノ丸自動車運行便は検索可能）